# Rusłan Kocaba
Rusłan Petrowycz Kocaba (ukr. Руслан Петрович Коцаба; ur. 18 sierpnia 1966 w Iwano-Frankiwsku, USRR, ZSRR) – prorosyjski propagandysta, dziennikarz, bloger.
Kocaba znany ze swoich antysemickich wypowiedzi.
Kocaba wystąpił publicznie przeciwko czwartej fali wojskowej mobilizacji na Ukrainie. Za wzywanie do bojkotu mobilizacji Kocaba został uznany winnym utrudniania ustawowym działaniom Sił Zbrojnych Ukrainy i otrzymał wyrok 3,5 roku pozbawienia wolności wraz z konfiskatą mienia. Spędził w więzieniu 524 dni. 
14 lipca 2016 roku Sąd Apelacyjny Obwodu Iwano-Frankowskiego uniewinnił Kotsabę. 1 czerwca 2017 roku Wyższy Sąd Specjalistyczny uwzględnił zażalenie prokuratury i uchylił uniewinnienie Kotsaby.
Od kwietnia 2019 roku sprawa Kotsaby toczy się w Sądzie w Kołomyi. Oskarżony Kotsaba nie pojawia się w sądzie, ponieważ przebywa w USA.

## Życiorys
Urodził się 18 sierpnia 1966 roku w Iwano-Frankiwsku. W 1983 roku ukończył szkołę średnią numer 15. Od 1984 do 1986 roku odbywał służbę w szeregach Armii Radzieckiej.
Pod koniec lat 80. i na początku lat 90. był członkiem Studenckiego Bractwa. W październiku 1990 roku uczestniczył w protestach znanych jako rewolucja na granicie.
W 1992 roku ukończył lwowski Instytut Technologii Leśnej ze specjalnością „ekolog”. Kierował iwano-frankiwską regionalną inspekcją rybną oraz służbą migracyjną.
W czasie rewolucji pomarańczowej stał na czele miasteczka namiotowego. W 2006 roku przewodniczył iwanofrankiwskim obwodowym strukturom partii Pora.
Do końca 2014 roku pracował jako niezależny specjalny korespondent ukraińskiego kanału telewizyjnego „112”. Relacjonował przebieg wojny w Donbasie, odwiedzając obie strony konfliktu i objechał, jak sam podaje, całą linię frontu, od Nowoazowska do Kramatorska. W swoich materiałach krytycznie oceniał działania ukraińskich sił zbrojnych. Do czasu zakończenia rocznego kontraktu z kanałem 112, ponad trzy lata pracował jako korespondent „ZIK” w obwodzie iwanofrankiwskim.

## Oskarżenie i proces
W przeddzień pierwszego etapu mobilizacji w połowie stycznia 2015 roku Kocaba opublikował w serwisie YouTube nagranie „Jestem przeciwko mobilizacji”, gdzie wyraził swoją niechęć pójścia do wojska. Do tego czasu już przeżył udar mózgu i cierpiał na przerost mięśnia sercowego. W krótkim filmie wzywał widzów, by uczynili tak samo, ponieważ w kraju nie ogłoszono stanu wojennego. Powiedział również, że dla niego „lepsze będzie od dwóch do pięciu lat odsiadki w więzieniu, niż wyruszyć na świadome zabijanie swoich rodaków, którzy mieszkają na wschodzie... Wzbraniajcie się od tej mobilizacji, bo to jest piekło, to jest horror! Niemożliwe, aby w XXI wieku ludzie zabijali innych tylko za to, że ci chcą żyć oddzielnie”. Sam konflikt zbrojny w Donbasie nazywał wojną domową i podkreślał, że rosyjskich wojsk tam prawie nie ma, oprócz doradców wojskowych i sił specjalnych, przeciw którym w tym konflikcie występują w jego opinii również Stany Zjednoczone. Do stycznia 2016 roku nagranie wyświetlono ponad 400 tys. razy. W swoich wcześniejszych wypowiedziach dla rosyjskich mediów również wypowiadał się o możliwości oddzielnego funkcjonowania Donbasu poza Ukrainą.
Pozycja Rusłana Kocaby zwróciła szczególną uwagę po stronie rosyjskich mediów, przede wszystkim telewizji. Do udziału w nagraniu programu „Specjalny korespondent” na kanale „Rossija 1” przyjechał on specjalnie do Moskwy.
Po tym aktywista społeczny Taras Demjaniw zwrócił się do Służby Bezpieczeństwa Ukrainy (SBU) z zawiadomieniem o popełnieniu przestępstwa z artykułu 111 i 336 kodeksu karnego, oskarżając dziennikarza o zdradę i uchylanie się od mobilizacji.
Pod koniec stycznia SBU w obwodzie iwanofrankiwskim rozpoczęła śledztwo w tej sprawie. Postępowanie karne wszczęła obwodowa prokuratura.

### Aresztowanie i proces sądowy
Rosłana Kocabę zatrzymano 7 listopada w Iwano-Frankiwsku. 8 lutego sąd miejski orzekł wobec niego zastosowanie środka zapobiegawczego w postaci tymczasowego aresztowania na okres 60 dni. W postanowieniu sądowym stwierdzono, iż Rusłan Kocaba za wynagrodzenie pracował dla rosyjskiej telewizji „NTV” i organizował zbieranie prowokacyjnych materiałów o mobilizacji na Ukrainie w obecności przedstawiciela rosyjskiej stacji telewizyjnej oraz „próbował w obecności przedstawiciela stacji telewizyjnej państwa-agresora pozyskać u lokalnych mieszkańców wywiad o prowokacyjnym charakterze”. Prokuratura nalegała na zastosowanie środka zapobiegawczego z powodu ciężkości oskarżenia, ponieważ Kocaba rzekomo planował wyjechać na terytorium Donieckiej lub Ługańskiej Republiki Ludowej, On sam zaprzeczył tym planom i wniósł o areszt domowy, by móc opiekować się chorymi krewnymi i dziećmi. Na samym posiedzeniu Rusłan Kocaba odmówił przyznania się do winy zdrady stanu i ponownie wezwał Ukraińców, by nie wstępowali do armii. Podjęte wobec niego działania nazwał ugniataniem wolności słowa i „procesem czasów stalinowskich”.
Kocaba został oskarżony o naruszenie części 1 artykułu 111 (zdrada stanu) i części 1 artykułu 114-1 (utrudnianie legalnej działalności Sił Zbrojnych Ukrainy i innych formacji wojskowych) kodeksu karnego. Za postawione zarzuty Kocabie groziła kara od pięciu do piętnastu lat pozbawienia wolności. Doradca przewodniczącego SBU Markijan Łubkiwski oświadczył, że podczas zatrzymania Kocabie zostały skonfiskowane materiały, które mogły wskazywać na popełnienie przez niego zarzucanych przestępstw.
14 lutego 2015 roku sąd apelacyjny w Iwano-Frankiwsku utrzymał w mocy orzeczenie sądu miejskiego o zastosowaniu środka zapobiegawczego. 24 grudnia sąd po raz kolejny przedłużył okres tymczasowego aresztowania do 22 lutego 2016 roku.
W trakcie procesu świadkowie z komendy wojskowej i sił zbrojnych nie potrafili podać przykładów na to, kiedy nagranie wideo Kocaby stało się przyczyną rezygnacji z mobilizacji i dezercji, choć w Iwano-Frankiwsku wskaźniki mobilizacji były najniższe w kraju. W opinii przewodniczącego rady regionu Ołeha Honczaruka fakt ten był następstwem kampanii informacyjnych. Zasadniczą część świadków ze strony oskarżyciela stanowili powracający ze strefy działań wojennych żołnierze, których wezwanie Kocaby obraziło osobiście i w opinii których ono wpłynęło na warunki sprawowania służby, gdyż z powodu małej liczby rekrutów rotacja wojskowych była utrudniona.
Podczas posiedzenia 11 maja 2016 prokuratura zażądała uznania Kocabę winnym utrudniania działalności Sił Zbrojnych Ukrainy i zdrady stanu oraz skazania go na 13 lat więzienia z konfiskatą mienia. Jednocześnie strona oskarżenia zwróciła się do sądu o uwzględnienie powagi zarzucanego przestępstwa, charakteru oraz sytuacji oskarżonego, jak niekaralność i posiadanie dwójki nieletnich dzieci na utrzymaniu. Proponowany wymiar kary był o dwa lata niższy od maksymalnej możliwej jej długości.
Obroną Kocaby w sądzie zajmowali się adwokat Ihor Sułyma oraz zaproszona na prośbę oskarżonego adwokat i jego poplecznika Tetiana Montian. Montian wyraziła pogląd, że oskarżony otrzyma wyrok, po którym obrona zwróci się do Europejskiego Trybunału Praw Człowieka.

### Reakcja na aresztowanie
9 lutego 2015 roku międzynarodowa organizacja ochrony praw człowieka Amnesty International wezwała władze Ukrainy do natychmiastowego uwolnienia dziennikarza, a 11 lutego po raz pierwszy nazwała Kocabę więźniem sumienia.

Do stanowiska Rusłana Kocaby można odnosić się różnie. Jednakże, aresztując go za zajęcie pozycji obywatelskiej, władze ukraińskie łamią podstawowe prawo człowieka do wyrażania opinii, którego Ukraińcy bronili na Majdanie.

Stronnicy dziennikarza zwracali uwagę, że artykuł 30 ustawy „O informacji” zwalnia obywateli od odpowiedzialności za wyrażanie ocen, w szczególności - krytyki, a w ustawodawstwie nie ma zakazu pracy dla zagranicznych kanałów telewizyjnych i prawnej definicji pojęcia „prowokacja”. Po zatrzymaniu i aresztowaniu Kocaby w mediach społecznościowych zainicjowano akcję „JaKocaba”. W jego obronie wystąpiła również Iryna Bereżna, była deputowana do Rady Najwyższej.
9 lutego Niezależny Związek Zawodowy Mediów Ukrainy wyraził swoje zaniepokojenie decyzją sądu o zatrzymaniu Kocaby. Organizacja wyraziła opinię, że wezwania dziennikarza do bojkotu mobilizacji w sytuacji wojny wpisują się w antyukraińską kampanię informacyjną, a umieszczenie dziennikarza w areszcie było formalnie zgodne z prawem ukraińskim. Sytuacja stwarza jednak precedens, który pozwala oskarżyć o zdradę każdego dziennikarza lub osobę publiczną za wypowiedzi sprzeczne z oficjalnym stanowiskiem władz.
10 lutego Ukraiński Związek Helsiński na Rzecz Praw Człowieka nazwał aresztowanie Kocaby „prześladowaniem z powodów politycznych”. Jewhen Zacharow, przewodniczący zarządu organizacji, wyraził opinię, że Kocabę można uznać za „więźnia politycznego”, a aresztowanie na 60 dni narusza prawo do wolności, wyrażone w artykule 5 Europejskiej konwencji praw człowieka i jest niewspółmierną do czynu reakcją państwa. Wołodymyr Jaworski, członek zarządu organizacji, stwierdził, że wystąpienia przeciwko mobilizacji nie są przestępstwem na Ukrainie – to tylko wyraz własnej opinii.
Tego samego dnia Wałerija Łutkowska, pełnomocnik Rady Najwyższej ds. praw człowieka, oświadczyła, że uważa za niedopuszczalne w społeczeństwie demokratycznym takie ograniczenie wolności, jak w sprawie Kocaby i widzi w jego aresztowaniu oznaki naruszenia artykułu 10 Europejskiej konwencji praw człowieka.
W tym samym czasie, prawnik ukraińskiego Instytutu masowego przekazu Roman Hołowenko wyraził opinię, iż nagranie Kocaby narusza art. 114-1 kodeksu karnego Ukrainy.

### Wyrok i apelacja
12 maja 2016 roku decyzją iwanofrankiwskiego sądu miejskiego został skazany na 3,5 roku pozbawienia wolności. Sąd nie uznał działań oskarżonego za zdradę stanu, ale zakwalifikował je zgodnie z art. 114-1 kodeksu karnego, jako utrudnianie legalnych działań sił zbrojnych Ukrainy w wyjątkowym okresie. Jego adwokat Tetiana Montian odwołała się od wyroku.
14 lipca 2016 roku sąd apelacyjny w Iwano-Frankiwsku, rozpatrując skargę Rusłana Kocaby, uznał go za niewinnego do wszystkich zarzutów i wydał wyrok uniewinniający, Kocaba został zwolniony spod straży na sali sądowej. Swoje zwolnienie wiąże z presją [ze strony] Europy, być może Ameryki.
1 czerwca 2017 roku Najwyższy Sąd Specjalistyczny Ukrainy ds. Cywilnych i Karnych uchylił wyrok uniewinniający Rusłana Kocabę, uwzględniając skargę kasacyjną złożoną przez przedstawicieli Prokuratury Generalnej. 29 maja 2018 roku Sąd Apelacyjny w obwodzie lwowskim pozostawił bez zmian decyzję Dolińskiego Sądu Rejonowego w obwodzie Iwano-Frankiwskim; tym samym Kocaba został ponownie uniewinniony.

## Dalsze losy
W lipcu 2016 roku obecny był na zjeździe partii „Za Życie”, założonej przez deputowanych Bloku Opozycyjnego i właścicieli stacji telewizyjnej NewsOne Wadyma Rabinowycza i Jewhenija Murajewa (prorosyjskich polityków i kolaborantów, którzy uciekli z Ukrainy). Jak twierdził, przyjechał by wyrazić wdzięczność Rabinowyczowi za wsparcie podczas procesu.
Po wyjściu na wolność obwinił władze o zarabianie na wojnie, a także utratę przez państwo niepodległości i poddaniu je pod obce wpływy.

### Kontrowersje związane z antysemityzmem
8 maja 2019 roku fundatorzy Akwizgrańskiej Nagrody Pokojowej ogłosili, że w tym roku jesienią zostanie przyznana ona ukraińskiemu pacyfiście Rusłanowi Kocabie. Decyzja ta wzbudziła kontrowersje i niezadowolenie w mediach społecznościowych, wśród ukraińskich blogerów i krytyków rosyjskiej władzy, którzy zarzucali Kocabie stanięcie po stronie powstańców we wschodniej Ukrainie i trywializowanie konfliktu jako wojny domowej. Przywołano też nagranie wideo z 22 czerwca 2011 roku, gdzie na Cmentarzu Żydowskim w Iwano-Frankiwsku mówi on, że Żydzi mają swój udział w odpowiedzialności za Holokaust. Na filmie Kocaba wyraża opinię, że Żydzi nie przeciwstawiali się swojej doli, gdyż „należycie czuli, że niosą pewną karę za to, że wyhodowali nazizm, wyhodowali w cywilizacji komunizm, wyhodowali Lenina, Marksa, Engelsa, wszystkich tych Blanków, Trockich, Zinowjewów, Stalinów, Hitlerów i tym podobne”. Początkowo członkini zarządu stowarzyszenia, Lea Heuser, mówiła o „manipulowaniu” filmem, lecz Kocaba przyznał się nieco później do tych wypowiedzi. Wyraził ubolewanie z ich powodu, ale zaznaczył, że zostały one wyrwane z kontekstu.
Zarząd stowarzyszenia oraz poseł do Bundestagu z partii Die Linke Andrej Hunko oświadczyli, że w momencie podejmowania decyzji o przyznaniu nagrody nie wiedzieli o filmie. Chociaż uznali te stwierdzenia za „całkowicie niedopuszczalne”, zamierzali pozostać przy swojej decyzji. Hunko był zdania, że Kocaba wiarygodnie oderwał się od swojej przeszłości. Jego zdaniem, zmienił się z przedstawiciela „wątpliwych poglądów politycznych” i zwolennika Majdanu, który ostatecznie doprowadził do wojny we wschodniej Ukrainie, w „zdecydowanego przeciwnika wojny i pacyfistę”. Owa opinia, zamieszczona na stronie stowarzyszenia w serwisie Facebook, wywołało ostrą krytykę wśród zwolenników Majdanu i przeciwników wschodnioukraińskiego separatyzmu, ponieważ Hunko wydawał się twierdzić, że antysemityzm jest cechą charakterystyczną ukraińskiego ruchu niepodległościowego. Oświadczenie zostało usunięte po kilku godzinach. 22 maja komitet poinformował o rezygnacji Kocaby z nagrody i jego przeprosinach oraz odcięciu się od własnych antysemickich wypowiedzi z 2011 roku.

## Życie prywatne
Był żonaty z Uljaną Kocaba (z domu. Foksza), z którą wychowuje dwie córki. Żona piecze ciasta i pierniki na zamówienie. Po aresztowaniu męża stała się jedynym źródłem dochodów rodziny.